# ه (رياضيات)
العدد هـ‍ (بالإنجليزية: {\displaystyle e})‏، يسمى أيضًا

صورة منحنى العدد النيبيري، حيث المنحنى الأزرق هو منحنى الدالة الأسية الطبيعية.

عدد أويلر أو ثابت أويلر نسبةً إلى العالم السويسري ليونهارت أويلر، أو ثابت نابير نسبة إلى عالم الرياضيات الإسكتلندي جون نابير، أو العدد الهائي نسبةً إلى رمزه العربي هـ؛ هو عدد حقيقي غير نسبي يساوي تقريبا 2.718281828 أو مختصرا بالتقريب 2.72، حيث مجموع الكسور في المتوالية التالية لا ينتهي وتصغر عناصر المتتالية باستمرار.
{\displaystyle e=\displaystyle \sum \limits _{n=0}^{\infty }{\dfrac {1}{n!}}={\frac {1}{1}}+{\frac {1}{1}}+{\frac {1}{1\cdot 2}}+{\frac {1}{1\cdot 2\cdot 3}}+\cdots }
للعدد النيبيري أهمية كبيرة في الرياضيات والعلوم، وقد فتح الباب لحل المعادلات التفاضلية وخصوصاً الخطية و المثلثية. قدم الثابت الحسابي هـ ({\displaystyle e}) إجابات على عدد من المسائل الفيزيائية والهندسية لا حدود لها وخصوصاً عند تعميم مجال استخدام الدالة في مجال الأعداد المركبة (خصوصا في الهندسة الكهربائية) فيعطي حلاً لكثير
من المسائل ينتج عنها دالة الجيب أو جيب التمام (طالع معادلات دوال مثلثية).

## التاريخ
نشرت أول إشارة لهذه الثابتة عام 1618 في عمل لجون نابير حول اللوغاريتمات. و لكن اكتشاف الثابت الفعلي يُنسب إلى ياكوب بيرنولي الذي حاول ايجاد نهاية للمتتالية التالية:
{\displaystyle \lim _{n\to \infty }\left(1+{\frac {1}{n}}\right)^{n}}

## تطبيقات

### الفائدة المركبة

أثر ربح عشرين في المائة من الفائدة السنوية من استثمار مبلغ 1000 دولار بترددات مختلفة لتركيب الفائدة؛ سنويا أو ربع سنوي أو شهريا أو غير ذلك.

اكتشف يعقوب بيرنولي الثابت خلال دراسته للفائدة المركبة.

## في الحساب
الثابت الرياضي e هو عدد حقيقي فريد من نوعه فمشتق دالته {\displaystyle f(x)=e^{x}} عند النقطة
{\displaystyle x=0} تساوي الواحد تماما ً. يطلق على هذه الدالة اسم دالة الأس الطبيعي ، وعلى معكوسها دالة اللوغاريتم الطبيعي.

يمكن حساب قيمته من خلال السلسلة الآتية:
{\displaystyle \lim _{n\to \infty }\left(1+{\frac {1}{n}}\right)^{n}}
أو {\displaystyle \lim _{n\to 0}\left(1+n\right)^{1/n}}

## خصائص

### نظرية الأعداد
العدد {\displaystyle e} عدد غير نسبي (أصم). برهن على ذلك أويلر بالبرهان على كون الكسر المستمر البسيط الممثل ل {\displaystyle e} غير منته (انظر أيضا إلى البرهان على أن e عدد غير جذري من طرف فورييه).

### الأعداد العقدية
يمكن أن تكتب دالة الأس على شكل متسلسلة تايلور كما يلي:
{\displaystyle e^{x}=1+{x \over 1!}+{x^{2} \over 2!}+{x^{3} \over 3!}+\cdots =\sum _{n=0}^{\infty }{\frac {x^{n}}{n!}}}
صيغة أويلر:
{\displaystyle e^{ix}=\cos x+i\sin x,\,\!}
حيث أن {\displaystyle i} عدد خيالي مربعه يساوي 1- (أي أن {\displaystyle i^{2}=-1})، و {\displaystyle x\in \mathbb {R} }

### المعادلات التفاضلية
الدالة العامة:
{\displaystyle y(x)=Ce^{x}\,}
هي الحل للمعادلة التفاضلية التالية:
{\displaystyle y'=y.\,}

## منحنى الدالة النيبيرية
يرسم منحنى الدالة النيبيرية بعدة أشكال، وهذا هو الشكل الأساسي:
{\displaystyle {\frac {d}{dx}}e^{x}=\lim _{h\to 0}{\frac {e^{x+h}-e^{x}}{h}}=\lim _{h\to 0}{\frac {e^{x}e^{h}-e^{x}}{h}}=e^{x}\left(\lim _{h\to 0}{\frac {e^{h}-1}{h}}\right).}

## اشتقاق الدوال الحاوية للثابت e
{\displaystyle {\frac {d}{dx}}e^{x}=e^{x}.}
{\displaystyle {\frac {d}{dx}}(3e^{x}+x^{2})=3e^{x}+2x.}
{\displaystyle {\frac {d}{dx}}(\sin(e^{x}))=\cos(e^{x})(e^{x}).}
{\displaystyle {\frac {d}{dx}}(e^{\sin x})=(e^{\sin x})(\cos x).}
{\displaystyle {\frac {d}{dx}}(x^{2}e^{x\sin x})=2xe^{x\sin x}+(x^{2})(e^{x\sin x})(1\sin x+x\cos x).}
لاحظ أن: {\displaystyle {\frac {d}{dx}}e^{u}=e^{u}{\frac {du}{dx}}}

## وصلات خارجية
- العدد النيبيري حتى مليون مرتبة عشرية.